# Hannah von Bredow
Hannah von Bredow (* 22. November 1893 in Schönhausen (Elbe) als Hannah Leopoldine Alice Gräfin von Bismarck; † 12. Juni 1971 in Hamburg-Bergedorf) war eine deutsche Gegnerin des Nationalsozialismus.

## Leben und Wirken

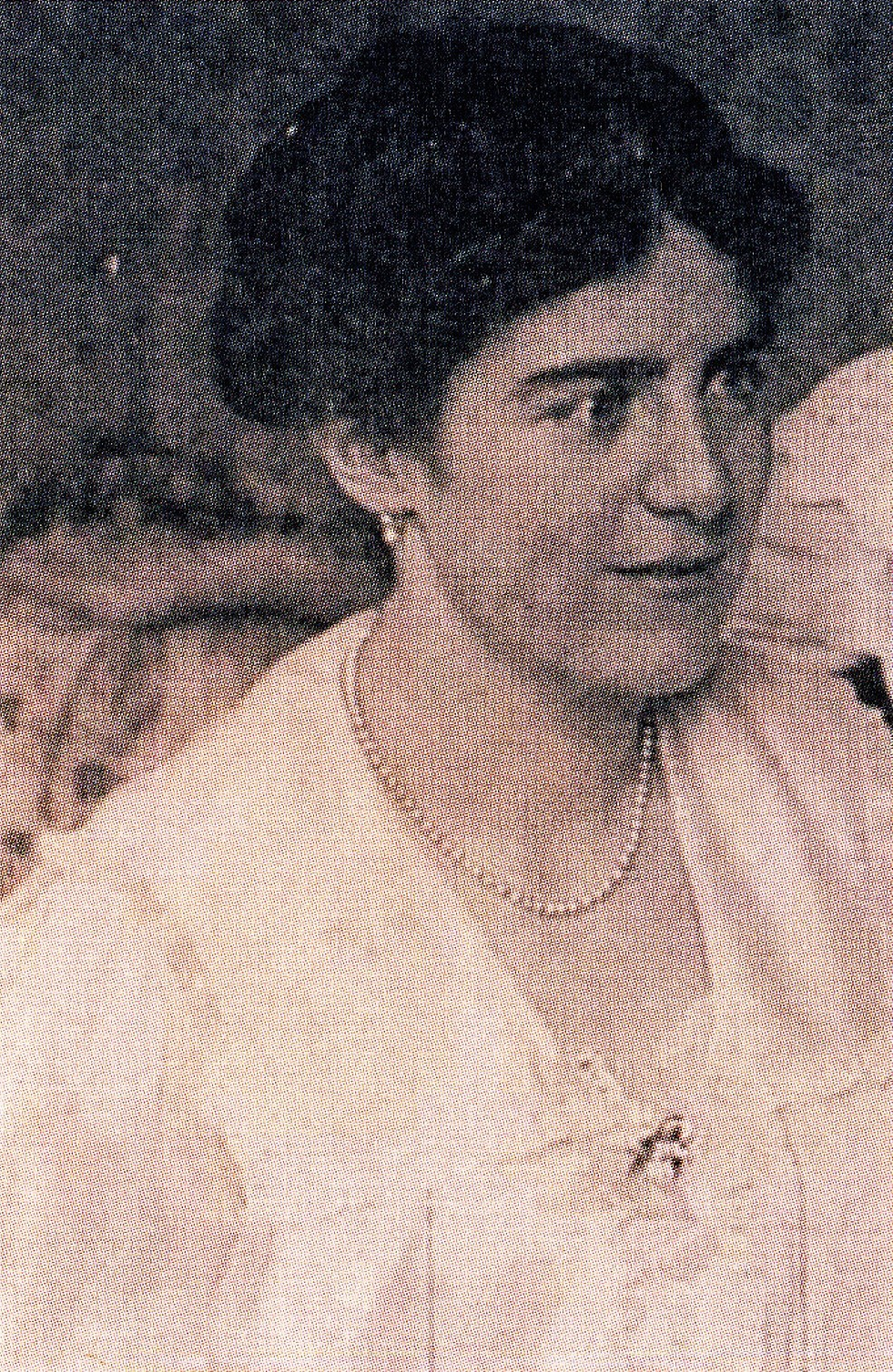
Hannah von Bredow in Potsdam, 1920

### Kindheit und Jugend
Hannah von Bredow wurde als Hannah Leopoldine Alice Gräfin von Bismarck aus dem Hause Schönhausen (Elbe) geboren. Sie war die älteste Tochter von Marguerite Malvine Gräfin von Hoyos (1871–1945) und Herbert Fürst von Bismarck. Sie hatte vier jüngere Geschwister, Maria Gödela (1896–1981), die 1919 Hermann Graf Keyserling heiratete, Otto, Gottfried und Albrecht Edzard (1903–1970). Ihr Vater war ein Sohn des ehemaligen Reichskanzlers Otto von Bismarck, ihre Mutter eine Enkelin des englischen Ingenieurs Robert Whitehead.
In frühem Alter erhielt sie Englisch- und Französischunterricht und beherrschte beide Sprachen später perfekt in Wort und Schrift. Sie verlor ihren Vater im Alter von knapp 11 Jahren und musste als älteste Tochter frühzeitig Pflichten im Bismarckschen Familienhaushalt Friedrichsruh übernehmen.

### Familie, Ehe und Gesellschaft

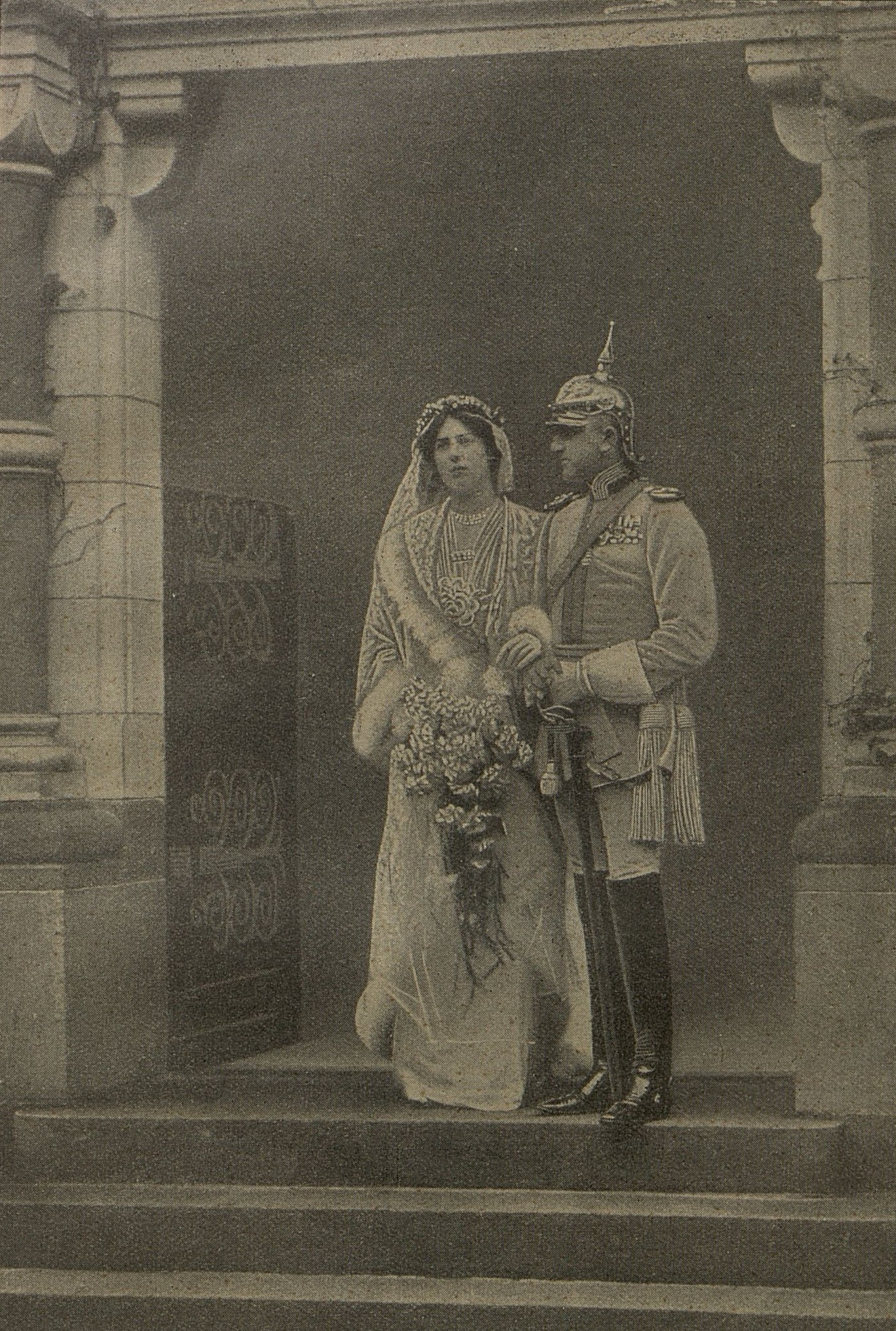
Hochzeit von Hannah und Leopold Waldemar von Bredow

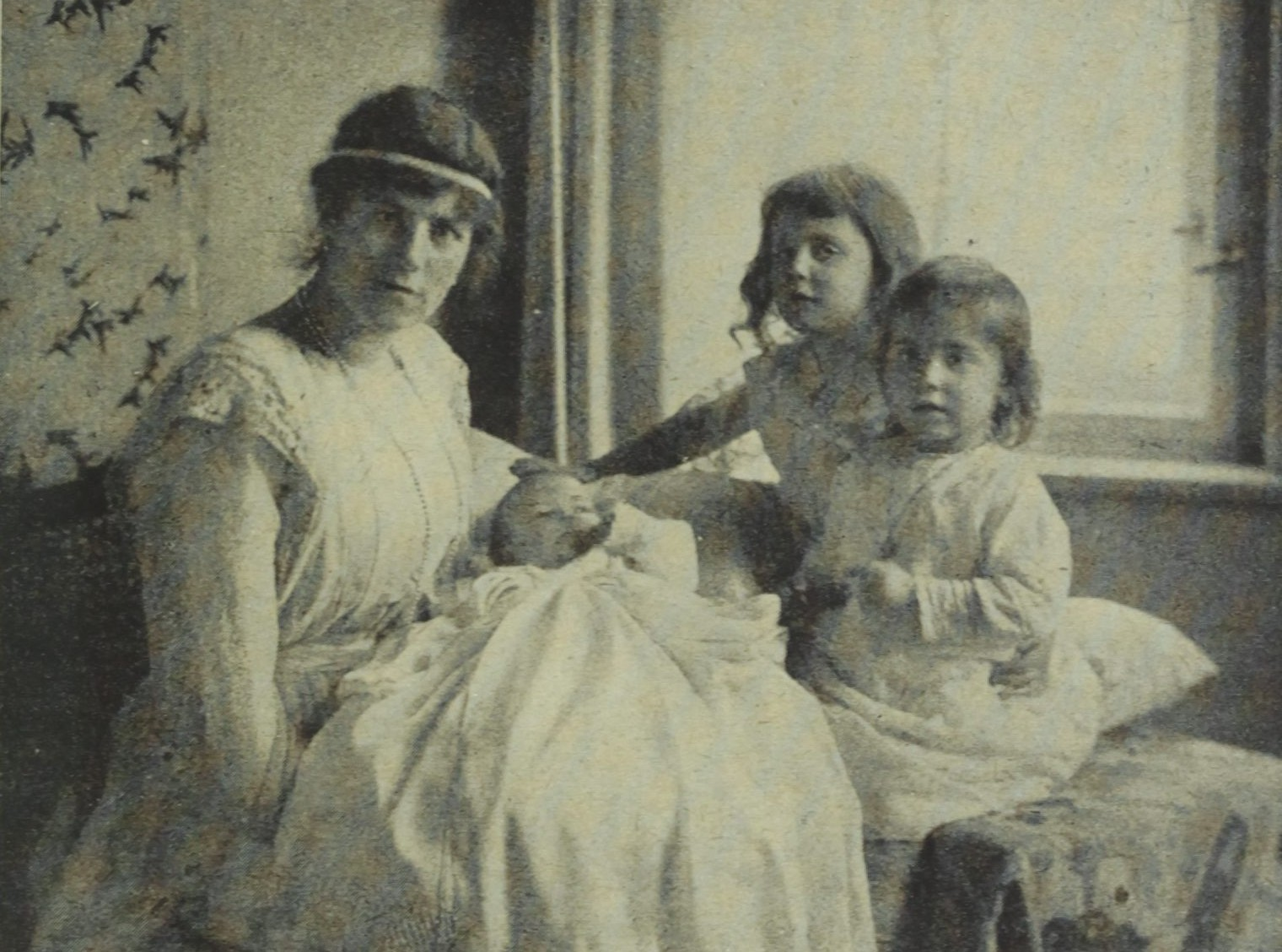
Hannah von Bredow mit ihren Töchtern Marguerite, Alexandra und Diana (1921)

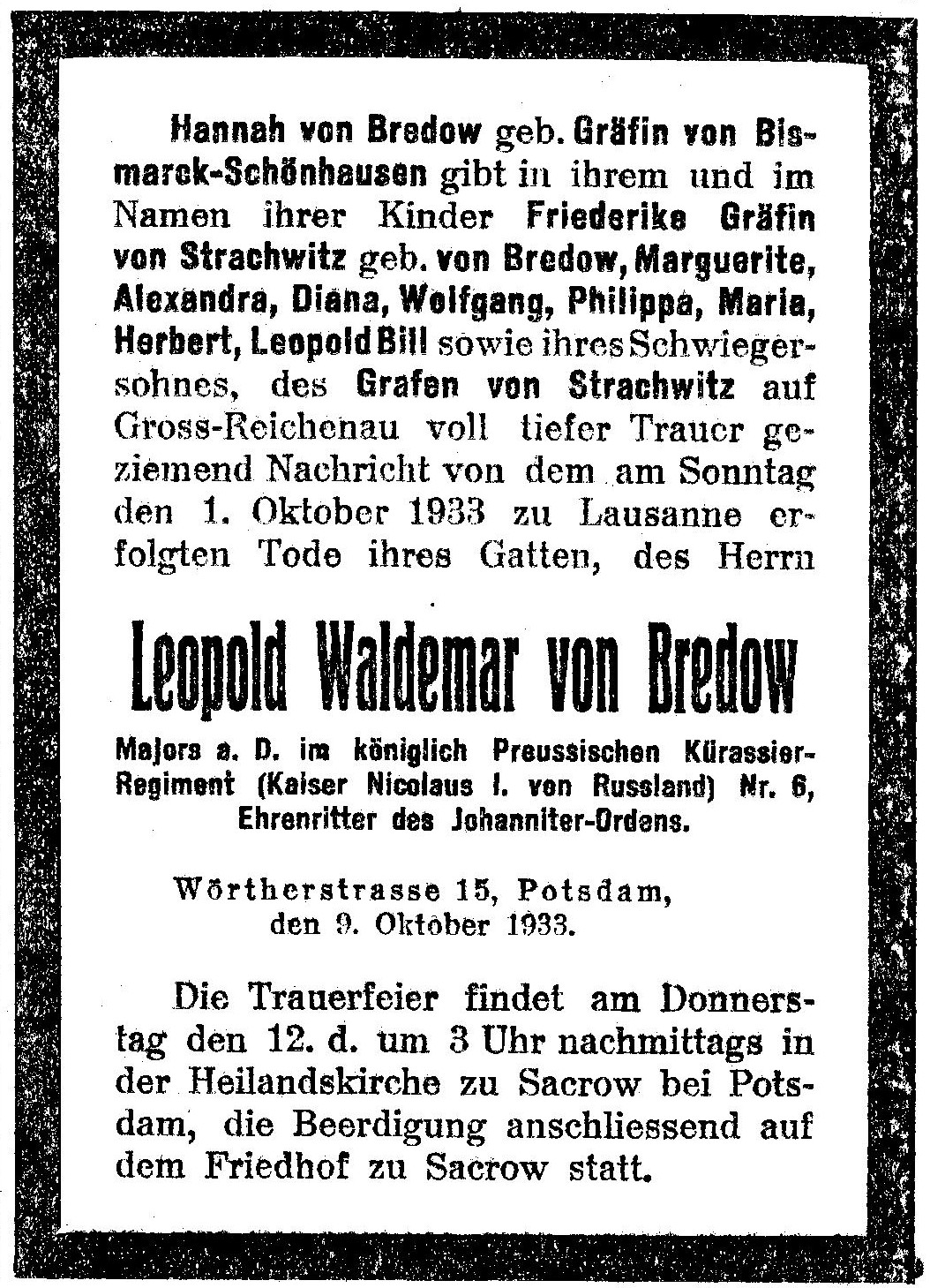
Todesanzeige für Hannah von Bredows Ehemann Leopold Waldemar

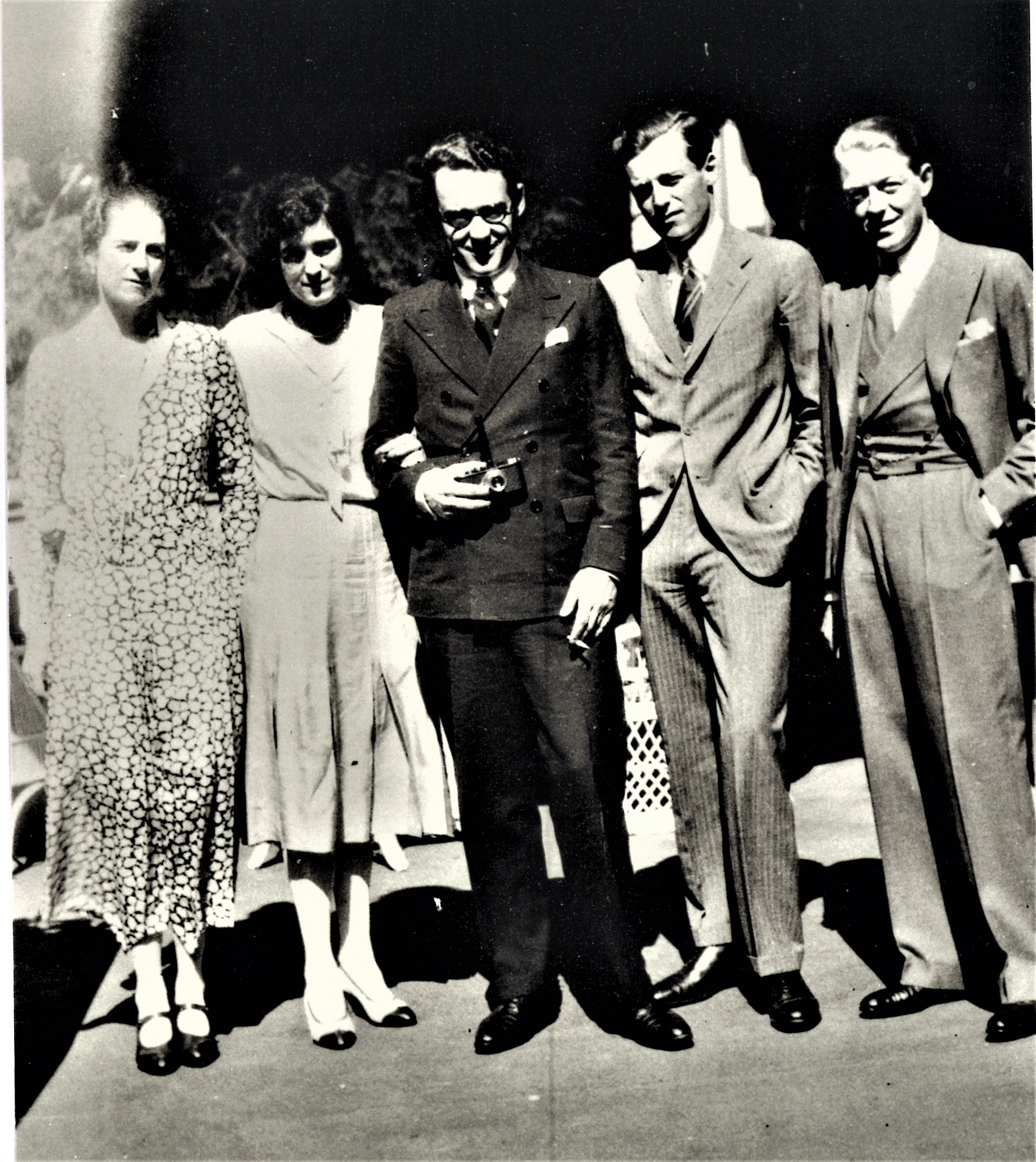
Hannah mit ihren Geschwistern Goedela, Otto, Gottfried und Albrecht 1941

Ihre familiären Verbindungen nach Österreich und England (über ihre Großmutter Alice, geb. Whitehead) führten Hannah von Bismarck bis zum Beginn des Ersten Weltkriegs auf viele Reisen und Verwandtschaftsbesuche. Am 20. Juni 1914 war sie Taufpatin des nach ihrem Großvater benannten Ozeandampfers Bismarck, bis 1935 das größte Schiff der Welt.
Im März 1914 lernte sie Leopold Waldemar von Bredow (* 1875) kennen und heiratete ihn ein Jahr später in einer Kriegstrauung. Der Rittmeister bei den Gardekürassieren in Brandenburg war seit 1907 verwitwet und brachte die neunjährige Tochter Friederike in die Ehe ein. Im Jahre 1919 zog die Familie nach Potsdam, das Paar bekam zwischen 1916 und 1933 fünf Töchter, Marguerite, Alexandra, Diana, Philippa und Maria, und drei Söhne, Wolfgang, Herbert und Leopold Bill. Leopold von Bredow verstarb am 1. Oktober 1933 in Lausanne und wurde am 12. Oktober auf dem Friedhof der Heilandskirche von Sacrow beigesetzt. Hannah von Bredow trug nunmehr kurz nach Beginn des nationalsozialistischen Regimes und bis über dessen Ende hinaus die alleinige Verantwortung für die große Familie. Ihre Kinder hielt sie weitestgehend von NS-Organisationen fern. Trotz wiederholter Aufforderung ihrer Mutter und Brüder ging sie keine weitere Ehe ein.
Hannah von Bredow führte ihr bereits in den 1920er Jahren begonnenes intensives Leben mit Persönlichkeiten der deutschen Gesellschaft fort. In der Darmstädter „Schule der Weisheit“, einem von ihrem Schwager Hermann von Keyserling gegründeten philosophischen Freundeskreis, traf sie u. a. auf den Schweizer Historiker Carl Jacob Burckhardt sowie den Psychoanalytiker Carl Gustav Jung und pflegte mit ihnen den Kontakt. Als Enkelin des Reichskanzlers Otto von Bismarck lernte sie Politiker wie Paul von Hindenburg, Heinrich Brüning, Franz von Papen, Kurt von Schleicher und Konstantin von Neurath sowie verschiedene deutsche und ausländische Botschafter kennen. Sie verkehrte mit der Familie des Nobelpreisträgers Max Planck, besonders mit dessen Sohn Erwin, der „grauen Eminenz“ der letzten Reichskanzler der Weimarer Republik. Von ihm erhielt die historisch-politisch gebildete und interessierte Hannah von Bredow Einsichten in die Endphase der Republik und das Werden des Dritten Reichs.

### Gegnerin des NS-Regimes
Das Erstarken der NSDAP unter ihrem Führer Adolf Hitler verfolgte Hannah von Bredow bereits früh und notierte 1930 im Tagebuch: „Wenn er Diktator wird, wird Deutschland ein Irrenhaus“. Die Brüder Otto Fürst von Bismarck und Gottfried von Bismarck-Schönhausen standen seit Januar 1932 im persönlichen Kontakt zu Hitler. Zusammen mit ihren Brüdern war sie im März 1932 Gast bei Hermann Göring. Dessen Aufforderung zum Beitritt in die NSDAP lehnte sie unter Hinweis auf ihre mit damals sieben Kindern nachweisbar erfüllte „vaterländische Gebärpflicht“ ab. Bruder Gottfried trat der NSDAP am 1. September 1932 bei, Otto am 1. Mai 1933. Die Machtübernahme Hitlers kommentierte Hannah von Bredow am 31. Januar 1933 mit den Worten: „Die Welt ist aus den Fugen, und wir können nur abwarten, bis uns das Genick umgedreht wird.“
Hannah von Bredow beunruhigte die bereits 1933 einsetzende Diskriminierung ihrer jüdischen Anwälte Walther von Simson und Ernst Wolff sowie ihres Bankiers Paul von Schwabach. Trotz ständiger Warnungen aus ihrem engeren Kreis hielt sie an den jüdischen Verbindungen und Freundschaften bis zur Emigration oder zum Tod der Betroffenen fest. Der Bankier Otto von Mendelssohn Bartholdy konnte im Jahre 1943 mit ihrer Hilfe der Deportation entkommen.
Im sogenannten Solf-Kreis fand Hannah von Bredow Gleichgesinnte in ihrer Ablehnung des NS-Regimes. Hanna Solf, Witwe des Diplomaten Wilhelm Solf, war von Beginn der NS-Zeit an Gastgeberin des Kreises von knapp zwei Dutzend ehemaligen und aktiven Diplomaten, Offizieren der Abwehr sowie Männern und Frauen aus Kunst, Wissenschaft und Kultur. Man verstand sich als eine Art Hilfsgemeinschaft für Kritiker, Gegner und Verfolgte des NS-Staates, als eine Insel des offenen Wortes und der Humanität. Der Verrat des Kreises an die Geheime Staatspolizei durch Paul Reckzeh bedeutete das Ende der Zusammenkünfte und, Anfang 1944, die Festnahme und Verurteilung mehrerer Mitglieder, darunter Hanna Solf, Elisabeth von Thadden, Otto Kiep, Albrecht Graf von Bernstorff, Lagi von Ballestrem, Richard Kuenzer. Nur Hanna Solf und Lagi von Ballestrem entkamen der Hinrichtung. Hannah von Bredow war bei dem Treffen vom 10. September 1943, an dem Reckzeh teilnahm und anschließend die Teilnehmer denunzierte, nicht anwesend.
Hannah von Bredow war eine gläubige protestantische Christin. Sie schloss sich im Jahre 1935 der Bekennenden Kirche an, der oppositionellen Bewegung evangelischer Christen gegen Versuche zur Gleichschaltung der Deutschen Evangelischen Kirche mit dem NS-Regime. Ihre maßgebliche Bezugsperson war der Agrarwissenschaftler Constantin von Dietze, ihr Nachbar in Potsdam von 1932 bis 1937. Als aktives Glied der Heiliggeistgemeinde, der auch Hannah von Bredow angehörte, war Dietze im Bruderrat der „Bekennenden Kirche“. Im Sommer 1937 nahm ihn die Gestapo wegen seiner kirchlichen Aktivitäten kurzzeitig fest. Nach dem gescheiterten Attentat vom 20. Juli 1944 verbüßte Dietze von September 1944 bis Ende April 1945 eine längere Haftzeit.
Hannah von Bredow war weder Beteiligte noch Mitwisserin des Attentatsversuchs auf Hitler. Mitwisserin von Umsturzplanungen war ihre 21-jährige Tochter Philippa, die seit 1943 mit dem Verschwörer Werner von Haeften befreundet war. Hannah von Bredows enger Vertrauter Sydney Jessen zählte zum erweiterten Kreis der Widerständler in der Marine, und ihr Bruder Gottfried von Bismarck war ebenfalls mehr als nur Mitwisser. Der Bruder und der Vertraute wurden Ende Juli 1944, die Tochter einen Monat später wegen Verdachts der Verschwörung festgenommen und blieben zwischen sechs und acht Monaten in Gefängnishaft. Hannah von Bredow entging der Festnahme aufgrund eines Aufenthalts in der Schweiz und einer schweren Krankheit nach ihrer Rückkehr. An ihrem Krankenbett war sie ab Mitte November 1944 dem 14-tägigen Verhör eines Gestapo-Vertreters der „Sonderkommission 20. Juli“ ausgesetzt.

### Verfolgung
Hannah von Bredow geriet bereits im Herbst 1933 ins Visier der Gestapo. Mehrere ihrer Briefe wurden abgefangen, einzelne Verhöre folgten, und Anfang 1938 wurde ihr Pass eingezogen. Auf Nachfrage zitierte Wilhelm von Wedel, der Polizei- und Gestapochef von Potsdam, Passagen mit Beleidigungen von NS-Größen aus Briefen, die Hannah von Bredow sowie ihr Bruder Otto von Bismarck geschrieben hatten. Hinzu kam ein großes „Sündenregister“: „Ausländerei“, „Bekennende Kirche“, Nichtmitgliedschaft in NS-Vereinigungen, Erziehung der Kinder zu Staatsfeinden, Umgang mit „dubiosen Elementen“, Verweigern des Hitlergrußes. Das Verhör der „Sonderkommission 20. Juli“ erwies, dass die Vorwürfe der Gestapo sowohl auf eigenen Erkenntnissen wie auf Denunziationen beruhten. Eine Anzeige des Ex-Reichskanzlers Franz von Papen wegen „gefährlicher Rede“ und eine solche von Großadmiral Erich Raeder wegen „Auslandsspionage“ zählten unter mehreren Denunziationen zu den prominentesten.

### Vierte Lebensphase

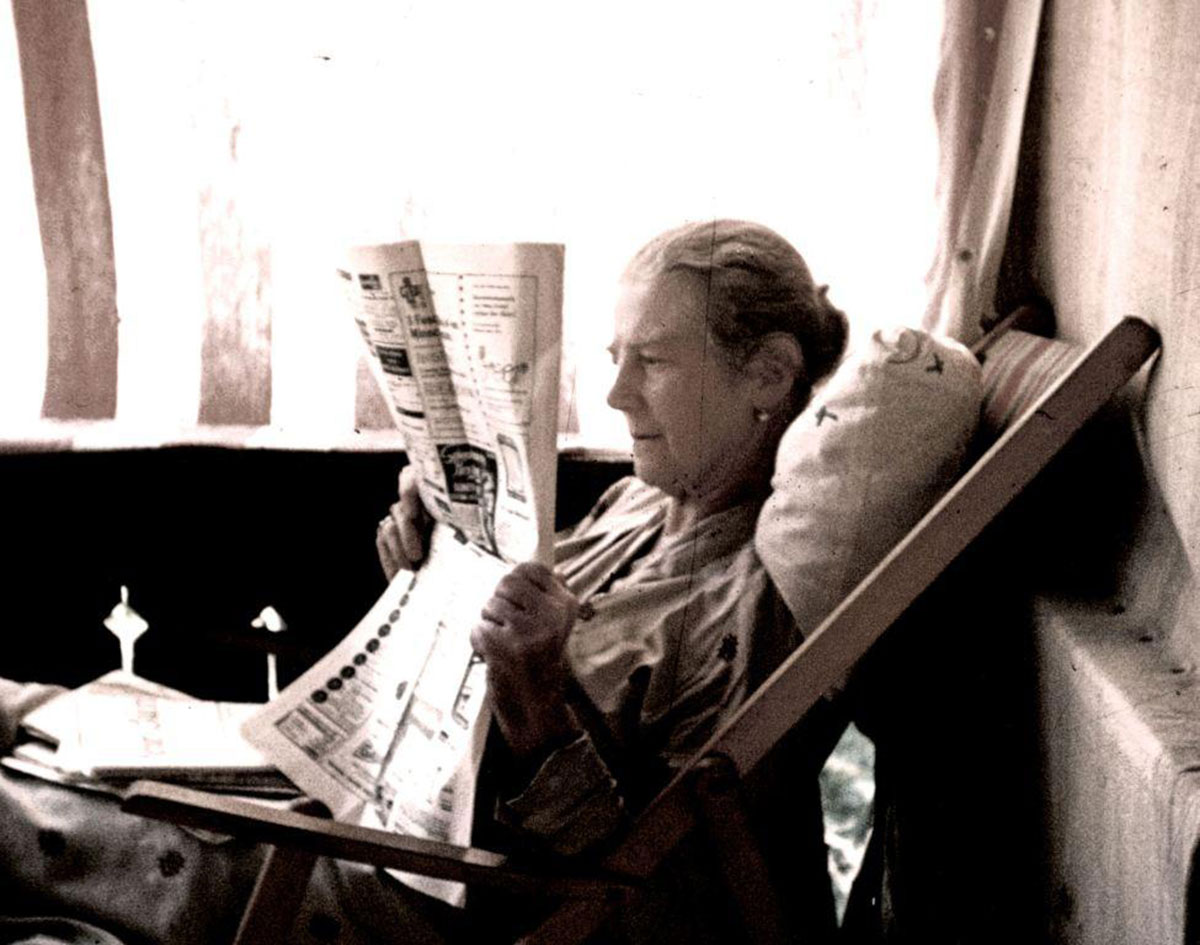
Hannah von Bredow in ihrem Schweizer Chalet l’Espérance im Jahre 1971

Zum Kriegsende erlebte Hannah von Bredow mit ihren vier jungen Töchtern in Potsdam den Einmarsch der Roten Armee. Auch die schlechte Versorgungslage veranlasste sie im November 1945 zum Umzug nach Berlin-Charlottenburg und wenige Monate darauf zu ihren minderjährigen Söhnen in die Schweiz. Die Winter verbrachte sie in Basel oder auf Reisen, die Sommer in ihrem Chalet l’Espérance in Les Diablerets im Familienkreis. Bis in die 1960er Jahre nahm sie die Freigabe ihres in den USA beschlagnahmten, von ihrem Mann geerbten Vermögens in Anspruch. Die US-Behörden verweigerten die Anerkennung ihrer aktiven Mitgliedschaft in der „Bekennenden Kirche“ als Gegnerschaft zum NS-Regime.
Hannah von Bredow verstarb am 12. Juni 1971 in einer Klinik in Hamburg-Bergedorf, nachdem sie bei einem Besuch ihres Bruders Otto von Bismarck gestürzt war und einen Bruch der Wirbelsäule erlitten hatte. Sie wurde in Friedrichsruh im Park des Bismarck-Mausoleums neben ihrem Bruder Gottfried Graf von Bismarck-Schönhausen beigesetzt.

## Nachlass
Von ihrer frühen Jugend bis ins hohe Alter führte Hannah von Bredow Tagebuch. Fast täglich schrieb sie zudem Briefe an Familienmitglieder, Freunde und Bekannte. Die Briefe an ihre Mutter, Margarete Fürstin von Bismarck, werden im Archiv der Otto-von-Bismarck-Stiftung Friedrichsruh aufbewahrt. Die Tagebücher sowie die Briefe an Geschwister, Freunde und Bekannte befinden sich im Besitz ihres Sohnes Leopold Bill von Bredow.
Die Korrespondenz mit dem ehemaligen Marineoffizier und promovierten Ökonomen Sydney Jessen nahm Hannah von Bredow im Jahre 1925 auf und führte sie bis zu dessen Tod im Jahre 1965 nahezu ununterbrochen fort. Ein Großteil der rund 2.000 Briefe ist, anders als die Gegenbriefe Jessens, erhalten geblieben. Über die Zeit des Nationalsozialismus, speziell zur Machtübernahme Hitlers und zu den Ereignissen des 20. Juli 1944 schrieb sie zudem umfangreiche Briefe an ihren jüngsten Bruder Albrecht Graf von Bismarck-Schönhausen sowie an enge Freundinnen und an Helene Burckhardt-Schatzmann, die Mutter des Historikers Carl Jacob Burckhardt. In seinem Buch Hannah von Bredow. Bismarcks furchtlose Enkelin gegen Hitler wertete Reiner Möckelmann über 400 Briefe sowie Tagebücher überwiegend aus den Jahren 1930 bis 1950 aus.
Im Nachlass findet sich ferner ein umfangreicher Essay aus dem Jahre 1949 über die Angst. Hierin verarbeitete Hannah von Bredow die bedrückende nationalsozialistische Zeit in einer befreienden Gesamterkenntnis und schuf einen Ansatz zu einer Totalitarismustheorie.

## Die Sicht von Zeitgenossen
Hannah von Bredows selbstbewusste und mutige Haltung in der NS-Diktatur erlebten dank ihrem geselligen und offenen Wesen viele Zeitgenossen. Überliefert sind Charakterisierungen von Ausländern wie die vom früheren US-Geheimdienstchef Allen Dulles: „Frau von Bredow, eine Enkelin Bismarcks, ist ob ihrer energischen Persönlichkeit oft als der ‚einzige männliche Nachkomme des Eisernen Kanzlers‘ bezeichnet worden.“ oder vom britischen Historiker John Wheeler-Bennett, wonach sie „Blut und Eisen“ ihres Großvaters geerbt und sich im Gegensatz zu ihren Brüdern, die den Nationalsozialismus aus unterschiedlichen Gründen begrüßten, resolut gegen das Neuheidentum gewandt habe. Der Bismarck-Verehrer und Widerständler Ulrich von Hassell verglich die Bismarck-Enkel miteinander und stellte fest, dass Hannah von Bredow „mehr vom Großvater geerbt“ habe als ihre Brüder.
2020 benannte die Stadt Potsdam einen Platz in der Teltower Vorstadt nach ihr.